# Berstorff
KraussMaffei Berstorff GmbH — немецкая машиностроительная компания. Штаб-квартира — в Ганновере.
Основана в 1897 году инженером и изобретателем Германом Берсторффом.
KraussMaffei Berstorff GmbH входит в KraussMaffei Group.

## Деятельность
Компания специализируется в области производства оборудования для переработки пластмасс и каучука.
Численность персонала — 800.